# Jimmy Radafison
Jimmy Radafison (Madagáscar, 15 de março de 1980) é um futebolista malgaxe.